# El gato con sombrero (película)
El gato con sombrero (título original en inglés: The Cat in the Hat) es una próxima película animada estadounidense de comedia fantástica basada en el libro infantil homónimo de 1957 del Dr. Seuss. Producida por Warner Bros. Pictures Animation, Dr. Seuss Enterprises y A Stern Talking To, y distribuida por Warner Bros. Pictures, la película está escrita y dirigida por Alessandro Carloni y Erica Rivinoja (en el debut como directora de Rivinoja). Es la segunda adaptación del libro en un largometraje después de la película de acción real de 2003. La película está protagonizada por Bill Hader en el papel principal, junto con las voces de Xochitl Gomez, Matt Berry, Quinta Brunson, Paula Pell, Tiago Martinez, Giancarlo Esposito, America Ferrera, Bowen Yang y Tituss Burgess.
Illumination Entertainment anunció originalmente una adaptación animada de El gato con sombrero en 2012, tras el éxito comercial de The Lorax, con Rob Lieber como guionista. Sin embargo, la película nunca se materializó. Warner Bros. adquirió los derechos del libro en enero de 2018. Rivinoja y Art Hernandez fueron contratados para dirigir en octubre de 2020, antes de que Carloni reemplazara a este último en junio de 2023. La mayor parte del reparto se anunció en marzo de 2024, con DNEG a cargo de la animación.
Está previsto que El gato con sombrero se estrene en cines de Estados Unidos el 27 de febrero de 2026.

## Premisa
¡Conoce al Gato con Sombrero que no conoces! Siguiendo la maravillosa y extravagante tradición del Dr. Seuss, El Gato con Sombrero llega a la gran pantalla en su debut cinematográfico animado, una nueva aventura épica con un toque especial, donde la travesura, la magia y el caos reinan.

Haciendo lo que mejor sabe hacer, el Gato (con la voz de Bill Hader) contagia alegría a los niños con su estilo hilarante, característico e irreverente, transportándolos a ellos y al público en un viaje fantástico a través de un mundo nunca antes visto.

En la película, nuestro héroe asume su misión más difícil hasta la fecha para el I.I.I.I. (Instituto para la Institución de la Imaginación y la Inspiración, LLC): animar a Gabby y Sebastián, dos hermanos que luchan por mudarse a una nueva ciudad. Conocido por llevar las cosas demasiado lejos, esta podría ser la última oportunidad de este agente del caos para demostrar su valía... ¡o perder su sombrero mágico!
Warner Bros. Pictures Animation

## Reparto
- Bill Hader como el gato con sombrero, un gato antropomórfico alto que viste un sombrero de copa mágico con rayas rojas y blancas y trabaja para el Instituto para la Institución de Imaginación e Inspiración, LLC.[2][3]
- Xochitl Gomez como Gabby, la hermana mayor de Sebastián y uno de los clientes más nuevos del Gato.
- Tiago Martinez como Sebastián, el hermano menor de Gabby y uno de los clientes más nuevos del Gato.
- Matt Berry como el Pez, el pez parlante de Gabby y Sebastián, a quien no le gusta el Gato.
- Quinta Brunson como Sherri, un pájaro violeta con una bufanda y uno de los compañeros de trabajo del Gato en IIII, LLC
- Giancarlo Esposito como Mr. Hoogeboom, el jefe del Gato con Sombrero que está exasperado por él.[4]
- America Ferrera como la madre de Gabby y Sebastián[5]

Además, Bowen Yang, Paula Pell y Tituss Burgess han sido elegidos para papeles no revelados.

## Producción

### Desarrollo
En 2012, tras el éxito de taquilla de The Lorax, una adaptación cinematográfica animada del libro homónimo del Dr. Seuss, Universal Pictures e Illumination Entertainment anunciaron sus planes de producir una adaptación CGI de El gato con sombrero. Rob Lieber iba a escribir el guion, con Chris Meledandri como productor y Audrey Geisel como productora ejecutiva, pero el proyecto nunca se materializó.
En enero de 2018, Warner Bros. Pictures adquirió los derechos de una película animada de El gato con sombrero para Warner Animation Group, posteriormente rebautizada como Warner Bros. Pictures Animation, como parte de una asociación creativa con Dr. Seuss Enterprises. En octubre de 2020, Erica Rivinoja y Art Hernandez fueron anunciados como directores. Sin embargo, en junio de 2023, Hernandez fue reemplazado por Alessandro Carloni.
En marzo de 2024, se informó que Bill Hader había sido elegido para el papel principal. Ese mismo mes, Bill Damaschke, presidente de Warner Bros. Pictures Animation, confirmó formalmente el papel de Hader, con la incorporación de Quinta Brunson, Bowen Yang, Xochitl Gomez, Matt Berry y Paula Pell como parte del reparto vocal. Hader también sería productor ejecutivo junto con Susan Brandt, presidenta y directora ejecutiva de Dr. Seuss Enterprises. Jared Stern y Daniela Mazzucato fueron anunciados como productores, mientras que Carloni y Rivinoja escribirían y dirigirían la película, con DNEG Animation a cargo de la animación. En junio de 2025, se informó que America Ferrera se había unido al elenco de voces. Ferrera fue confirmada junto con Tiago Martinez, Tituss Burgess y Giancarlo Esposito a finales de ese mes.

## Marketing
Un primer vistazo a la película se presentó durante el panel de Warner Bros. en la CinemaCon a principios de abril de 2025, con la participación de los presentadores Bill Hader y Bill Damaschke. Se presentaron detalles como el campo de trabajo del Gato y sus anteriores fracasos, sus compañeros de trabajo con una moda similar (animales antropomórficos que llevan prendas que riman con sus nombres) y la introducción de otros personajes de la Cosa, además de la Cosa Uno y la Cosa Dos. El 30 de junio de 2025 se subió a varias plataformas de medios un video de anuncio de la película con Bill Hader, en el que se revelaba que el primer tráiler de la película se lanzaría el 1 de julio, con el debut del nuevo logotipo en pantalla de Warner Bros. Pictures Animation, tras su cambio de marca en 2023.

## Estreno
Está previsto que El gato con sombrero se estrene en cines de Estados Unidos el 27 de febrero de 2026. Originalmente se esperaba que su lanzamiento fuera en algún momento de 2024 o 2025, y estaba programado para el 6 de marzo de 2026, antes de adelantarse una semana en marzo de 2025. Según se informa, este cambio se realizó para evitar la competencia con Hoppers de Pixar.

## Universo compartido planificado
En octubre de 2020, se anunció que la película compartiría un universo con otras dos películas animadas. La primera, Cosa Uno y Cosa Dos, se estrenará en 2026. La otra, una adaptación de otro libro del Dr. Seuss, ¡Oh, cúan lejos llegarás!, se estrenará el 17 de marzo de 2028.En abril de 2025, se reveló que el nombre del universo compartido sería "El Seussiverse".